# Куліш Володимир Іванович
Володи́мир Іва́нович Кулі́ш (нар. 11 лютого 1963; смт Хотінь, Сумський район, Сумська область, УРСР) — український політик, голова Чернівецької обласної державної адміністрації з 2006 до 2010.

## Освіта
Закінчив економічний факультет Київського університету.
Кандидат економічних наук. Володіє сербською, хорватською, англійською мовами.

## Трудова діяльність
1985 — приїхав з дружиною-чернівчанкою на Буковину. Працював викладачем кафедри політекономії Чернівецького державного університету.
1987 — очолив Ленінський районний комітет комсомолу.
1992 — став заступником голови Чернівецького міськвиконкому, який очолював тоді Віктор Павлюк.
З 1993 — у Чернівецькому філіалі Інституту світової економіки і міжнародних відносин академії наук України. Майже чотири роки вивчав економіку Югославії.
У 1998 році був обраний депутатом обласної ради та очолив комісію по бюджету і фінансах.
З січня 1999 — у кримській державній акціонерній компанії «Титан» заступником гендиректора (колишнього першого секретаря Чернівецького обкому КПУ Євгена Дмитрієва).
З лютого 2003 — міністр економіки Автономної Республіки Крим.
22 вересня 2005 — 17 травня 2006 — постійний представник Президента України в Автономній Республіці Крим.
17 травня 2006 — призначений головою Чернівецької обласної державної адміністрації.
Голова обласного осередку партії Народний Союз «Наша Україна». Пріоритетними для роботи на новій посаді вважає економічну сферу та кадрову політику.
18 березня 2010 — звільнений з посади голови облдержадміністрації. Став директором «Філії з будівництва Дністровської ГАЕС» в місті Новодністровськ.
Голова обласної організації партії «Наша Україна».
Восени 2010 року обраний депутатом Чернівецької обласної ради. Голова постійної комісії з правових питань, міжетнічних відносин, транскордонного співробітництва та антикорупційної діяльності.

## Нагороди та звання
Державний службовець 3-го (травень 2003), 2-го (червень 2005), 1-го рангу (грудень 2005).
Орден «За заслуги» III ступеня (січень 2009).